# Дешењице
Дешењице (чеш. Dešenice) је насељено мјесто са административним статусом варошице (чеш. městys) у округу Клатови, у Плзењском крају, Чешка Република.

## Становништво
Према подацима о броју становника из 2014. године насеље је имало 675 становника.